# Ludwik Rydygier
Ludwik Antoni Rydygier (ur. 21 sierpnia 1850 w Dusocinie, zm. 25 czerwca 1920 we Lwowie) – polski lekarz, chirurg, profesor doktor medycyny, generał brygady Wojska Polskiego.

## Życiorys
Urodził się w rodzinie Karola Ferdynanda Riedigera, właściciela majątku Dusocin koło Grudziądza, w ówczesnym zaborze pruskim, i Elżbiety z Koenigów. Karol Riediger mimo niemieckiego nazwiska czuł się Polakiem. Podobnie jego syn Ludwik pod wpływem rodziny od najmłodszych lat demonstrował swoje polskie pochodzenie.
Wykształcenie rozpoczął w progimnazjum Collegium Marianum w Pelplinie, następnie w latach 1859–1861 uczył się w gimnazjum w Chojnicach, następnie w gimnazjum w Chełmnie, które ukończył w 1869 zdaniem matury. W latach 1869–1873 studiował medycynę najpierw w Krakowie, a później na uniwersytecie w Greifswaldzie, gdzie samowolnie zmienił nazwisko na spolszczone Rydygier. Dyplom lekarza uzyskał 8 grudnia 1873 roku, a pracę doktorską obronił w lutym 1874 roku.
Po studiach przez krótki czas pracował w Szpitalu Najświętszej Marii Panny, ale wkrótce zajął się prowadzeniem prywatnej praktyki w Chełmnie. Pisał wówczas prace naukowe z zakresu chirurgii. Powrócił do Greifswaldu, a habilitację obronił w Jenie w 1878 roku, gdzie też został zatrudniony jako asystent kliniki chirurgii. W Chełmnie udało mu się otworzyć prywatną klinikę „dla chorób ocznych, chirurgicznych i kobiecych”.
W 1881 roku ubiegał się o katedrę chirurgii Uniwersytetu Jagiellońskiego w Krakowie, jednak dzięki poparciu Theodora Billrotha stanowisko to uzyskał Jan Mikulicz-Radecki.
Dopiero w 1887 roku został powołany na tę katedrę, gdy Mikulicz przeniósł się do Królewca. W 1891 roku nabył dwór z parkiem i ogrodem w Mydlnikach koło Krakowa. W 1897 otrzymał propozycję objęcia stanowiska kierownika nowej katedry i kliniki chirurgii Uniwersytetu Lwowskiego. Od 1897 profesor na Uniwersytecie Lwowskim.
Był jednym z najwybitniejszych ówczesnych polskich, a także światowych chirurgów. Dnia 16 listopada 1880 roku przeprowadził pierwszy w Polsce (a drugi na świecie) zabieg wycięcia odźwiernika z powodu raka żołądka, a w 1881 pierwszy w świecie zabieg resekcji żołądka z powodu owrzodzenia. W 1884 wprowadził nową metodę chirurgicznego leczenia choroby wrzodowej żołądka i dwunastnicy za pomocą zespolenia żołądkowo-jelitowego.
Rydygier był autorem (1900) oryginalnej metody usuwania gruczolaka gruczołu krokowego i wielu innych technik operacyjnych.
Był dziekanem Wydziału Lekarskiego i przeciwnikiem równouprawnienia kobiet w dostępie do zawodu lekarskiego. W roku 1897 zagłosował przeciwko przyjmowaniu kobiet na Wydział Lekarski. Na własny koszt zamieszczał w prasie ogłoszenia: Precz z Polski z dziwolągiem kobiety lekarza!. W latach 1901/1902 był rektorem Uniwersytetu Lwowskiego. Wychował wielu znakomitych chirurgów, przyszłych profesorów. W 1889 roku zorganizował pierwszy w Polsce zjazd chirurgiczny. Zjazdy te w 1921 dały początek Towarzystwu Chirurgów Polskich. Nie opuścił Lwowa, gdy zaproponowano mu przejście na Uniwersytet Karola w Pradze. Był wybitnym chirurgiem, odznaczył się jako świetny operator, inicjator nowych metod, utalentowany organizator. Niektóre wprowadzone przez niego metody operowania żołądka, raka odbytnicy, amputacji, kardiochirurgii, ortopedii, chirurgii plastycznej, urologii – są stosowane do dziś.
18 listopada 1903 został wyniesiony do stanu szlacheckiego z przydatkiem „Ritter von Ruediger”.
W czasie I wojny światowej kierował szpitalem wojskowym w Brnie. Po zakończeniu wojny powrócił do Lwowa. Walczył w jego obronie przed Ukraińcami w listopadzie 1918. W trakcie walk o Lwów włączył się w tworzenie służb medyczno-sanitarnych Wojska Polskiego. Został do niego przyjęty w stopniu generała podporucznika. W 1920 rozpoczął organizowanie szpitali wojskowych. Był szefem sanitarnym Dowództwa Okręgu Generalnego „Pomorze”. Konsultant i naczelny chirurg Dowództwa „Wschód”. W 1920 zweryfikowany jako generał brygady.
Zmarł nagle na zawał serca 25 czerwca 1920 roku. Został pochowany początkowo na cmentarzu Łyczakowskim; szczątki przeniesiono później do kwatery dowódców na Cmentarzu Obrońców Lwowa.

## Upamiętnienie
- Imię Ludwika Rydygiera noszą m.in. Szpital Powiatowy w Chełmnie, Wojewódzki Szpital Specjalistyczny w Krakowie, Wojewódzki Szpital Zespolony w Toruniu, szpital ginekologiczno-położniczy w Łodzi, szpital miejski w Częstochowie i Szpital Wojewódzki w Suwałkach. Do lat 70. XX w. nosił je Szpital Powiatowy w Słubicach[8]. Do 1982 roku imię Ludwika Rydygiera nosił Szpital Miejski w Kutnie[9], a w latach 1949–2004 Szpital im. Ludwika Rydygiera we Wrocławiu[10]. Jest on również patronem uczelni medycznej w Bydgoszczy, Collegium Medicum Uniwersytetu Mikołaja Kopernika[11].
- W 1989 r. Poczta Polska wyemitowała w nakładzie 6 mln sztuk upamiętniający go znaczek pocztowy o nominale 60 złotych[12].
- W wielu miejscowościach w Polsce nadano ulicom nazwę upamiętniającą postać Ludwika Rydygiera np. w Chełmnie, Grudziądzu, Toruniu, Wrocławiu, Warszawie, Krakowie, Bydgoszczy, Pile czy Słupsku.
- 27 czerwca 2007 roku nadano pośmiertnie Ludwikowi Rydygierowi tytuł „Honorowego obywatela Grudziądza”[13].

## Uczniowie i współpracownicy Ludwika Rydygiera
- Tadeusz Bętkowski
- Jan Biziel
- Antoni Gabryszewski[14]
- Zdzisław Hordyński-Juchnowicz
- Tadeusz Ostrowski
- Stanisław Ruff
- Jan Zaorski